# Open Prévadiès Saint-Brieuc 2011
L'Open Prévadiès Saint-Brieuc 2011 è stato un torneo professionistico di tennis maschile giocato sulla terra rossa. È stata l'8ª edizione del torneo, che fa parte dell'ATP Challenger Tour nell'ambito dell'ATP Challenger Tour 2011. Si è giocato a Saint-Brieuc in Francia dal 28 marzo al 3 aprile 2011.

## Partecipanti

### Teste di serie
| Nazionalità | Giocatore         | Ranking* | Testa di serie |
| ----------- | ----------------- | -------- | -------------- |
| Argentina   | Máximo González   | 98       | 1              |
| Polonia     | Michał Przysiężny | 117      | 2              |
| Francia     | Benoît Paire      | 124      | 3              |
| Irlanda     | Conor Niland      | 139      | 4              |
| Francia     | Vincent Millot    | 161      | 5              |
| Francia     | Stéphane Robert   | 166      | 6              |
| Polonia     | Jerzy Janowicz    | 168      | 7              |
| Francia     | David Guez        | 170      | 8              |

- Ranking al 21 marzo 2011.

### Altri partecipanti
Giocatori che hanno ricevuto una wild card:
- Charles-Antoine Brézac
- Nicolas Devilder
- Mathieu Rodrigues
- Ludovic Walter

Giocatori che sono passati dalle qualificazioni:
- Adrian Cruciat
- Florent Diep
- Boris Pašanski
- Nicolas Renavand

## Campioni

### Singolare
Maxime Teixeira hanno battuto in finale  Benoît Paire con il punteggio di 6–3, 6–0

### Doppio
Tomasz Bednarek /  Andreas Siljeström hanno battuto in finale  Grégoire Burquier /  Romain Jouan con il punteggio di 6–4, 6(4)–7, [14-12]